# Suiza en los Juegos Paralímpicos de Tokio 1964
Suiza estuvo representada en los Juegos Paralímpicos de Tokio 1964 por una deportista femenina.

## Medallistas
El equipo paralímpico suizo obtuvo las siguientes medallas:
| Nombre                | Deporte       | Evento                                    |
| --------------------- | ------------- | ----------------------------------------- |
| Oro                   |               |                                           |
| —                     |               |                                           |
| Plata                 |               |                                           |
| Caroline Troxler-Kung | Tiro con arco | Ronda St. Nicholas clase abierta femenino |
| Bronce                |               |                                           |
| —                     |               |                                           |